# Calliaspis umbonata
Calliaspis umbonata là một loài bọ cánh cứng trong họ Chrysomelidae. Loài này được Hincks miêu tả khoa học năm 1956.